# Warren Wolf
Warren Wolf, Jr., né le 10 novembre 1979, est un musicien de jazz américain, principalement connu comme vibraphoniste.

## Biographie
Sous la conduite de son père, Warren Wolf, Sr., Warren Wolf commence à trois ans à apprendre le vibraphone, le marimba, la batterie et le piano, piuis suit une formation classique. Après avoir obtenu en 1997 un diplôme de la Baltimore School for the Arts, il intègre le Berklee College of Music, à Boston, où il suit pendant quatre ans les cours des vibraphonistes de jazz Dave Samuels et Ed Saindon. Pendant ce temps, il est un interprète actif sur la scène musicale de Boston, au vibraphone, au piano ou à la batterie. Avec son ami trompettiste Jason Palmer il co-dirige un groupe au Wally's Cafe, où il tient l'emploi de batteur maison. Une fois son diplôme de Berklee en poche, en 2001, il continue à jouer à Boston. En 2003 il revient à Berklee, cette fois comme instructeur au département Percussions, et donne des cours privés de vibraphone et de batterie. Il donne également un cours de claviers pour les étudiants en première année du cursus de batterie.
Il retourne à Baltimore en 2005, et commence en même temps à participer à des tournées hors des États-Unis, avec notamment Bobby Watson et son sextuor “Live and Learn” Sextet, ou Christian McBride & “Inside Straight”. Il crée avec de jeunes jazzmen son propre groupe, qu'il appelle  "Wolfpack" (la meute) en jouant sur son propre nom (wolf: loup). Sa réputation s'établit progressivement auprès du public et de la critique. En 2011, le critique du New York Times souligne la prestation de Wolf le 16 novembre à Tribeca, concert retransmis par le réseau NPR.
Warren enregistre à la fois comme leader et comme [sideman]. Son disque “Warren Wolf” (2011), avec Christian McBride à la contrebasse est remarqué par Greg Thomas qui écrit dans le New York Daily News le 15 octobre: "Dire que la premier disque de Warren Wolf chez Mack Avenue est de bon augure serait un euphémisme: c'est sans aucun doute l'un des meilleurs de l'année, tandis que le site All About Jazz titre "Warren Wolf: le sorcier".
En 2014 il participe à l'album "No Way Out" de Giovanni Mirabassi et aux concerts donnés à cette occasion.
Wolf, haltérophile enthousiaste, est père de trois enfants.

## Albums
| Titre                      | Année | Label                                  |
| -------------------------- | ----- | -------------------------------------- |
| Warren Wolf                | 2011  | Mack Avenue Records                    |
| Wolfgang                   | 2013  | Mack Avenue Records                    |
| Live at Jazzhus Montmartre | 2017  | Rodney Green Quartet Feat: Warren Wolf |
| Reincarnation              | 2020  | Mack Avenue Records                    |